# Quintiliani
Quintiliani è una fermata della linea B della metropolitana di Roma, situata nel quartiere Pietralata.
Terminata nel 1990 ed entrata in esercizio nel 2003, essa si trova in via della Pietra Sanguigna e prende il nome dall'antico Casale dei Quintiliani che sorgeva nelle adiacenze della fermata.

## Storia
Benché ultimata nel 1990 nel quadro del piano di prolungamento della linea B da Termini fino a Rebibbia, tale fermata non aprì al pubblico il giorno dell'inaugurazione della nuova tratta ma solo nel 2003, anno della sua messa in esercizio.
La fermata fu prevista per servire il mai nato Sistema Direzionale Orientale (SDO), importante piano edilizio che avrebbe dovuto interessare le zone dal Nomentano a Pietralata e, nelle more della realizzazione di tale progetto, rimase una fermata fantasma in cui i treni passavano senza effettuare soste.
Il sopravvenuto abbandono dello SDO da parte dell'amministrazione capitolina comportò il fatto che tale fermata, completa di ogni infrastruttura per quanto riguarda le dotazioni di competenza dell'ATAC ma del tutto priva di quelle opere di urbanizzazione (strade di accesso, parcheggi, etc.) che avrebbero dovuto essere realizzate a latere dello SDO, si ritrovò a essere di fatto inutilizzabile, obbligando quindi il comune di Roma a farsi carico delle opere esterne.
Nel 2003 furono portati a termine i lavori di adeguamento del manufatto (inutilizzato per i tredici anni intercorsi dalla sua ultimazione), il rifacimento della pavimentazione stradale, l'installazione di punti di illuminazione pubblica e un parcheggio da 80 posti, nonché una piazzola che fungesse da capolinea per i trasporti pubblici.
L'inaugurazione avvenne il 23 giugno di quell'anno e contestualmente fu anche decisa l'istituzione di una nuova linea di superficie che collegasse la fermata ai quartieri circostanti e al vicino ospedale Sandro Pertini.

## Descrizione
La fermata è completamente sotterranea quindi non presenta alcun fabbricato esterno oltre i parapetti delle scale e l'entrata dell'ascensore; le due rampe di scale, affiancate, collegano direttamente la superficie alla banchina cui transitano i treni in direzione Laurentina. Per accedere alla banchina del binario opposto occorre usare il sottopassaggio presente.

## Servizi
- Biglietteria automatica

## Interscambi
- Fermata autobus ATAC

## Dintorni
- Ospedale Sandro Pertini